# Max Joseph

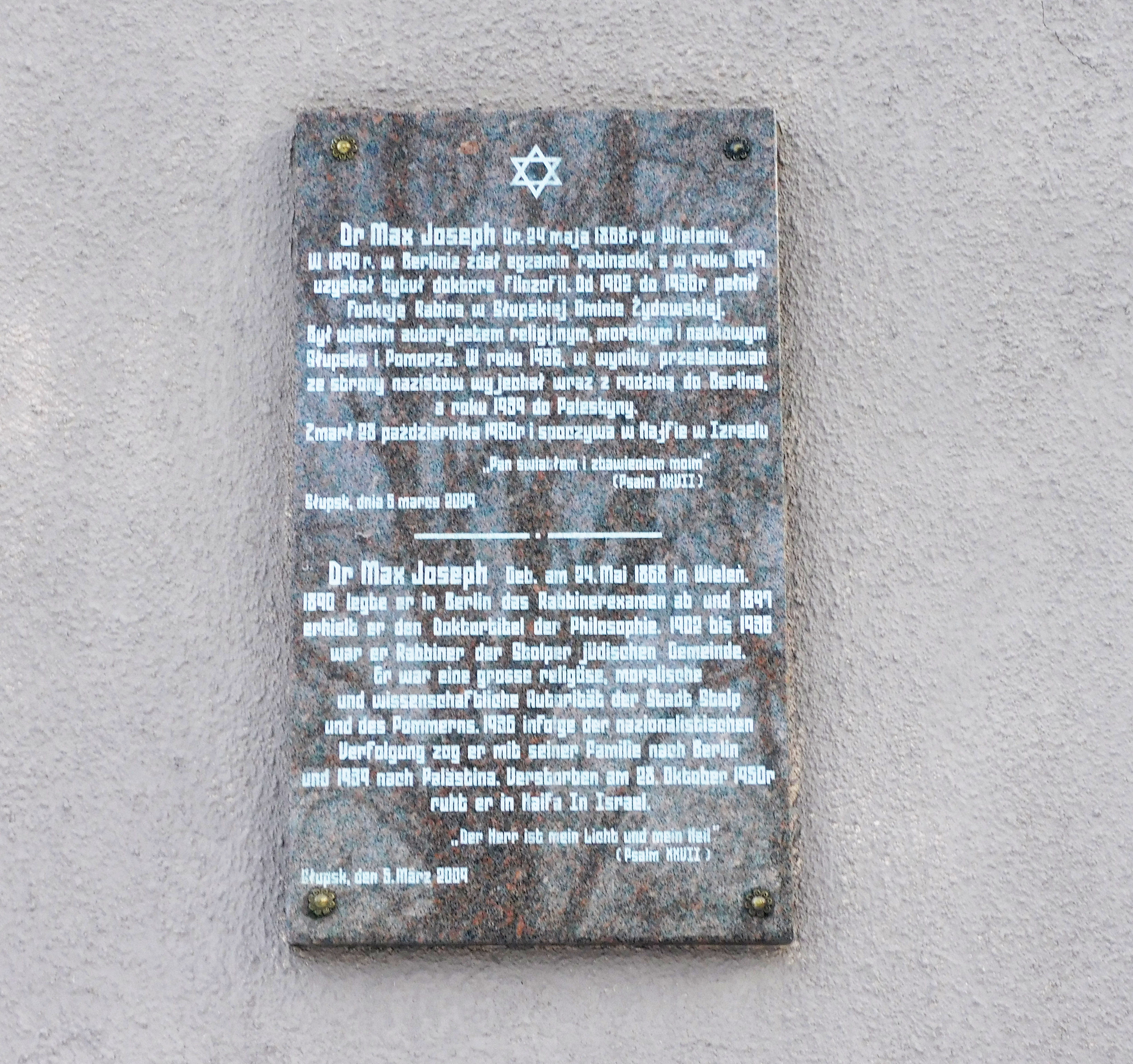
Tablica pamiątkowa na dawnym żydowskim domu pogrzebowym w Słupsku

Max Joseph (ur. 24 maja 1868 w Wieleniu, zm. 28 października 1950 w Izraelu) – niemiecki rabin, w latach 1902–1936 rabin Słupska.

## Życiorys
Urodził się w Wieleniu w rodzinie żydowskiej. W 1890 w Berlinie otrzymał smichę rabinacką, a w 1897 uzyskał stopień naukowy doktora filozofii. W 1902 objął posadę rabina w Słupsku. W 1936, w wyniku prześladowań ze strony hitlerowców wyjechał z rodziną do Berlina. Był zwolennikiem masowej emigracji Żydów do Palestyny. Uratował wielu swoich współwyznawców przed śmiercią z rąk nazistów. W 1939 wyemigrował do Palestyny, gdzie mieszkał do końca życia. Jest pochowany w Hajfie.
5 marca 2009 ulica ciągnąca się wzdłuż Starego Cmentarza w Słupsku została nazwana jego imieniem. W tym samym dniu została również odsłonięta tablica pamiątkowa poświęcona jego osobie.